# Planorbarius corneus
Espèce
Statut de conservation UICN

 LC  : Préoccupation mineure
Planorbarius corneus, la planorbe  des étangs, planorbe rouge, planorbe cornée ou grande planorbe, est une espèce de mollusques gastéropodes d'écosystème dulçaquicole.
On la retrouve presque systématiquement dans les eaux stagnantes et dans les bassins de jardin en Europe.
Ces escargots se nourrissent de végétaux morts, d'algues et de débris divers. Ils pondent des œufs ovales et aplatis qui éclosent au bout de deux semaines.

## Confusion possible
On confond parfois le grand planorbes avec Planorbella duryi, le gastéropode très apprécié en aquariophilie. Ce dernier est une espèce endémique en Floride.

## Synonymie
- Planorbis corneus Drap.